# Бьорк
Бьорк (Бьёрк) Гвюдмюндсдо́уттир (исл. Björk Guðmundsdóttir, МФА: [ˈpjœr̥k ˈkvʏðmʏntsˌtoʊhtɪr] (слушать)о файле; 21 ноября 1965, Рейкьявик, Исландия) — исландская певица, актриса, музыкант, композитор и автор песен, лауреат многочисленных наград и номинаций, включая пять премий BRIT Awards и пятнадцать номинаций на «Грэмми», а также номинацию на «Оскар» и два «Золотых глобуса».
Свой первый альбом записала в 11 лет, он приобрёл большую популярность в Исландии, но мировую известность Бьорк получила как вокалистка альтернативной рок-группы «The Sugarcubes», чей сингл «Birthday» в 1987 году стал хитом в Великобритании и США, а также полюбился музыкальным критикам. Сольную карьеру Бьорк начала в 1993 году, её альбом «Debut» имел в основе электронную танцевальную музыку, хаус, джаз и трип-хоп. По общему признанию, это один из первых альбомов по внедрению альтернативной электронной музыки в мейнстрим. Было продано более 4,7 млн копий «Debut» по всему миру.
На настоящий момент Бьорк разработала свой собственный эклектичный музыкальный стиль, который включает в себя аспекты электроники, классики, авангардной музыки, альтернативной танцевальной музыки, рока и джаза. Бьорк написала музыку к фильму «Танцующая в темноте» Ларса фон Триера, в котором сыграла главную роль и получила приз как лучшая актриса на Каннском кинофестивале. Также она приняла участие в качестве композитора и актрисы в фильме «Drawing Restraint 9» своего тогдашнего мужа Мэттью Барни, саундтрек к которому был выпущен отдельным одноимённым альбомом. В 2010 году Бьорк получила премию «Polar Music Prize» от Шведской королевской академии музыки за её «глубоко личные музыку и слова, её точные аранжировки и её уникальный голос». Всего у артистки более ста наград и двухсот номинаций. Её альбом «Biophilia» (2011) был первым альбомом в формате мобильных приложений и позднее его включили в состав постоянной коллекции Нью-Йоркского музея современного искусства (MoMA), почти через год там прошла выставка по мотивам творчества Бьорк, которая охватила весь период её сольной карьеры. Издание «Time» включило Бьорк в список «100 самых влиятельных людей в мире», назвав её «верховной жрицей искусств», Марина Абрамович написала, что «Бьорк учит нас храбрости быть самими собой».
Музыкальные критики, отзывающиеся положительно о работе Бьорк, восхваляют её инновационный подход к пению и композиторству, её передовое использование электронных битов, прогрессивные музыкальные видео, и прежде всего — её уникальный голос, описывая её как «самого важного и дальновидного музыканта своего поколения».

## Ранние годы
Музыкальная карьера Бьорк началась, когда ей было 11 лет. Один из учителей послал запись песни в исполнении Бьорк на тогда ещё единственную радиостанцию Исландии, которая включила песню в эфир. После этого ей предложили контракт на запись альбома, и в 1977 она записала свой дебютный альбом с помощью отчима, который играл на гитаре. В альбоме присутствуют исландские детские песни и кавер-версии таких популярных песен, как «The Fool on the Hill» («The Beatles») на исландском. Альбом стал платиновым в Исландии.

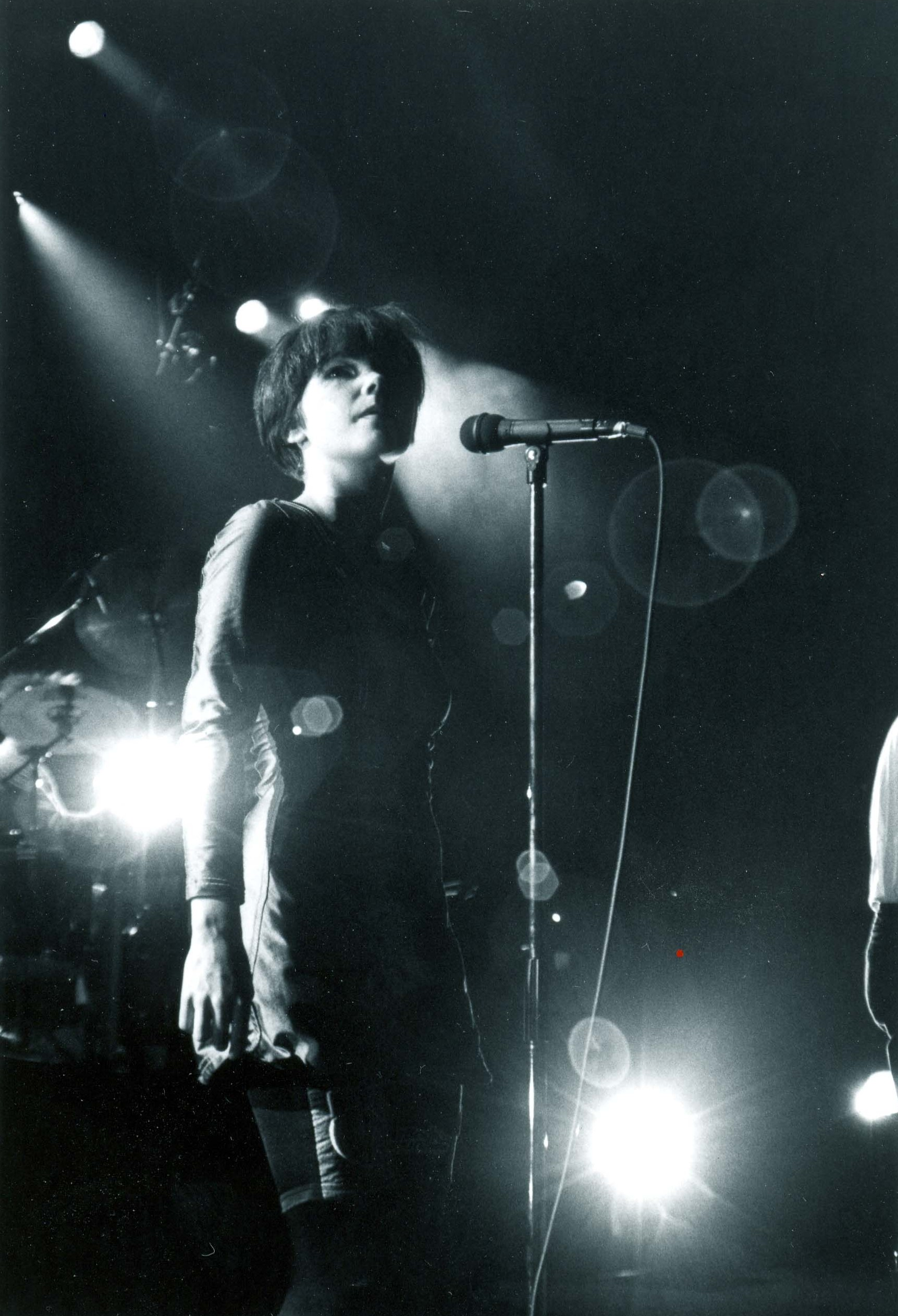
Бьорк на гастролях в Японии в составе группы «The Sugarcubes». Конец 1980-х

В возрасте 13 лет она организовала панк-группу под названием «Spit and Snot», а вскоре джаз-фьюжн-проект «Exodus» (1979).
В 1981 году Бьорк и басист «Exodus» Якоб Магнуссон (Jakob Magnússon) образовали группу «JAM-80», вскоре переименованную в «Tappi Tíkarrass». Этот проект выпустил EP «Bitið fast í vitið» в том же году и альбом «Miranda» в 1983-м.
После этого вместе с Эйнаром Йорном Бенедиктссоном и Тором Эльдоном (последний позже был её мужем, у них родился сын Синдри в 1986 году) она организовала группу «Kukl», плавно переросшую в «The Sugarcubes» летом 1986 года. Эти коллективы выпустили несколько альбомов альтернативной музыки. «The Sugarcubes» были весьма успешной альтернативной группой, в том числе в Великобритании и США, ими интересовались мейджор-лейблы.
Параллельно работе с «The Sugarcubes» Бьорк записала джазовый альбом «Gling-Gló» с «Trio Guðmundar Ingólfssonar» и приняла участие в записи альбома «Ex: el» электронного проекта «808 State».
«Sugarcubes» распались в 1992 году. Участники группы имели совершенно разные амбиции и решили разойтись, чтобы не рисковать своей дружбой, связывающей их по сей день.

## Сольная карьера

### Начало карьеры,DebutиPost(1992—1996)
После распада The Sugarcubes Бьорк переехала в Лондон, где начала работать с продюсером Нелли Хупером (англ. Nellee Hooper), который, среди прочего, работал с Massive Attack. С ним Бьорк создала свой первый мировой хит «Human Behaviour». Вышедший в 1993 году сольный альбом «Debut» отчасти стал неожиданным успехом, получив множество хороших отзывов. В альбом вошли песни, написанные Бьорк начиная с подросткового возраста до самого момента записи и сотрудничества с Хупером. В том же 1993 году Бьорк впервые выступила на MTV Unplugged.
Успех альбома «Debut» сделал возможным совместную работу с различными, в том числе очень известными, музыкантами. Бьорк записала песню «Play Dead» c Дэвидом Арнольдом для фильма 1993 года «The Young Americans», присутствует на двух композициях альбома Tricky «Nearly God» и на одном треке альбома «Not For Threes» (1997) проекта Plaid, вышедшего на Warp Records. Она также написала песню «Bedtime Story» для альбома Мадонны 1994 года «Bedtime Stories».
В 1994 году Бьорк возвращается в студию для работы над следующим альбомом. Альбом «Post» (1995) создаётся при участии Нелли Хупера, Tricky, Граама Мэсси из 808 State и Howie B. Как и «Debut», «Post» частично состоял из песен, написанных в течение нескольких лет. Альбом поднялся до второго места в британских чартах и стал платиновым в США.
Я назвала первые альбомы «Debut» и «Post» потому, что это было как «Бьорк уезжает из Исландии, путешествует по миру, работает с разными людьми, бла-бла-бла». Я знала, что запишу два альбома: «Debut» и «Post» — в сущности, до и после. В этот раз продюсером была я сама. Я хотела быть собой, не той собой, которая ездит туда-сюда. «Debut» и «Post» были как бы дуэтные альбомы. Как бы меня заводил Нелли Хупер и наоборот, или как будто мы писали песни с Трики или Хоуи Би или Грэмом Масси. (из интервью Raygun, сентябрь 1997)
В 1996 году на Бьорк было совершено громкое покушение. Обезумевший фанат певицы по имени Рикардо Лопес послал ей посылку с самодельной бомбой начинённой серной кислотой, после этого он записал своё прощальное видео в котором застрелился. Опасная посылка была вовремя перехвачена полицией. Когда певица узнала об этом случае она заплакала, так как у неё были дети и ей стало страшно за них и за себя.
В 1997 году вышел релиз «Telegram», состоящий из ремиксов песен с «Post» и ранее не выходившей в альбомах песни «My Spine».

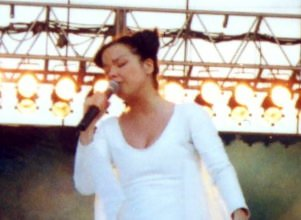
Бьорк на фестивале «Ruisrock», Турку, Финляндия, 1998

### HomogenicиVespertine(1997—2002)
Альбом «Homogenic» (1997) стал поворотным в творчестве Бьорк. Он отличается от предыдущих концептуальностью и более смелыми экспериментами. В этом альбоме можно услышать результат сотрудничества Бьорк и японского аккордеониста Ясухиро Кобаяси.
В 2000 году вышел саундтрек Бьорк «Selmasongs» к фильму Ларса фон Триера «Танцующая в темноте», в котором Бьорк также сыграла главную роль — иммигрантки из Чехословакии Сельмы.
В альбоме «Vespertine» (2001) присутствуют камерный оркестр, хоры, новая электроника (при участии группы Matmos). В последующем турне Бьорк выступала в театрах и операх Европы и Северной Америки вместе с Matmos, Zeena Parkins, гренландским хором и малым составом симфонического оркестра. До конца 2001 года было продано 2 миллиона экземпляров «Vespertine».
«Homogenic» для меня был очень эмоционально противоречивым и очень драматичным и в смысле мелодичности струнных, и относительно сбивчивых ритмов. Все на 11… стероиды носились в воздухе. С «Vespertine» все наоборот. Очень личный, очень спокойный и мирный, полная гармония человека с собой. После одержимости реальностью, темнотой, когда все время думаешь, что все остальное — дерьмо, вдруг, знаете, кажется, что придумать рай не так уж плохо. Раньше я считала, что это бегство от жизни. Этот альбом в большой степени о создании собственного рая, но где-нибудь под кухонным столом, так что он очень личный. Я вполне осознаю, что это искусственный рай, иногда даже в стиле Диснея — как, знаете, когда видится розовый Бэмби? Такого типа. Мне кажется, на «Homogenic» розовых Бэмби не очень много. «Vespertine» — своего рода зимний альбом для меня. А «Homogenic» — очень летний, очень жаркий, палящая пустыня. Может, потому что я делала его в Испании — может, причина настолько проста. (из интервью MTV news, март 2001)
В 2002 году вышли ретроспективный бокс-сет «Family Tree» (на нём присутствуют и ранее неопубликованные композиции) и ретроспективный сборник «Greatest Hits». В 2003 вышел бокс-сет «Live Box» из четырёх DVD-дисков с концертным материалом.

### Medúlla(2003—2006)

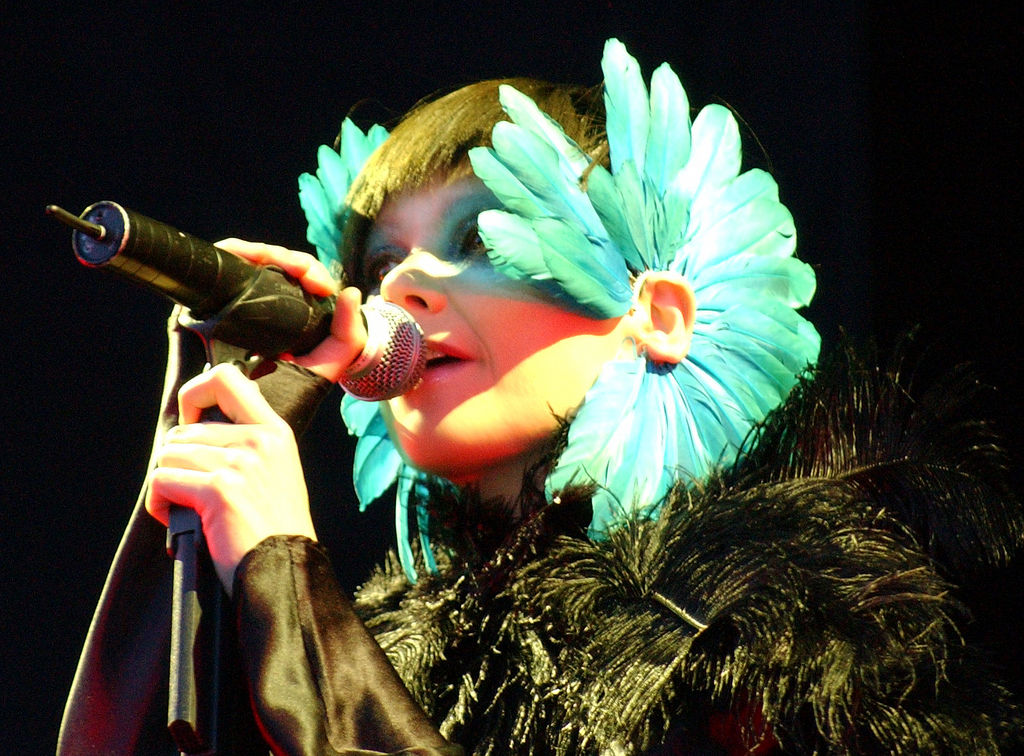
Бьорк на фестивале Hurricane 16 июля 2003

В 2004 году вышел очередной альбом — «Medúlla», музыкальной основой которого является вокал. Большинство звуков в нём являются обработанным вокалом.
В августе 2004 года Бьорк исполнила песню «Oceania» из альбома «Medúlla» на открытии Летних Олимпийских игр в Афинах.
В 2005 году вышел сборник ремиксов на песню «Army of Me» (1995) под названием «Army of Mixes» с целью помочь жертвам цунами в Индийском океане (конец 2004 года). К январю 2006 года было собрано около £250,000 для поддержки деятельности UNICEF в регионе, пострадавшем от цунами. В том же 2005 году вышел саундтрек «Drawing Restraint 9» к одноимённому фильму супруга Бьорк Мэттью Барни (англ.  Matthew Barney). 2 июля 2005 года она приняла участие в международной серии фестивалей «Live 8», выступив в Японии.

### Volta(2007—2010)
8 мая 2007 года вышел шестой студийный альбом Бьорк под названием «Volta», в поддержку которого певица отправилась в мировое турне, открытое 1 апреля концертом в Рейкьявике и прошедшее во многих странах мира, в том числе в США, Канаде, Германии, Великобритании и Испании. Турне завершилось 15 августа 2008 года в городе Эль-Эхидо, Испания.
После альбома «Medúlla», состоящего практически полностью из вокала и звуков, производимых человеческим телом, с новым альбомом Бьорк возвращается к электронике и своим более танцевальным музыкальным «корням». Хотя при записи альбома использовались и «живые» музыкальные инструменты, например, пипа.
Во время работы над альбомом Бьорк пригласила музыкального продюсера Тимбалэнда. В итоге он указан в качестве сопродюсера трёх треков: «Earth Intruders», «Innocence» и «Hope». В своих видеокастах певица сказала, что давно хотела поработать с Тимбалэндом, но удалось это только сейчас.
Первым синглом из альбома стал трек «Earth Intruders». Он стал доступен на музыкальном сервисе iTunes Store 9 апреля 2007 года. 24 апреля там же появилось и видео на сингл.
Вторым синглом был выбран трек «Innocence». Он появился в качестве цифровой загрузки на музыкальном сервисе iTunes Store 23 июля 2007 года. Чуть позже (31 июля) он стал также доступен и в магазинах по всему миру.
Композиция «The Dull Flame of Desire» была записана совместно с Энтони Хегарти из группы Antony and the Johnsons.
В отличие от других видеоклипов, снятых для Бьорк профессиональными клипмейкерами (так видеоклип «Earth Intruders» был снят известным французским мультипликатором Мишелем Осело), видео на этот сингл было снято любителями. На официальном сайте Бьорк был объявлен конкурс на лучшее любительское видео для сингла «Innocence», который закончился 7 августа 2007 года.
Победил видеоклип, снятый парой талантливых молодых людей, именующих себя Fred&Annabelle. Видео-победитель, а также видео остальных участников конкурса доступны на официальной странице сингла.

### Biophilia(2011—2014)
Бьорк вместе со своим многократным творческим партнёром Мишелем Гондри первоначально анонсировали совместный 3D проект «scientific musical». Гондри утверждал, что это будет 40-минутный музейный проект. 3 декабря 2010 в интервью Pitchfork Бьорк спросили, работает ли она над чем-нибудь на этот момент, и она ответила «да, и это будет готово в ближайшие месяцы».
17 марта 2011 года Бьорк подтвердила детали проекта «Biophilia». Этот новый проект — комбинация музыки с технологическими инновациями в теме взаимоотношений науки и природы, включающий в себя интерактивные приложения, обучающую программу для детей и специализированное живое выступление, прошедшее 30 июня в Великобритании на Манчестерском международном фестивале. Оно было первой частью концертного тура «Biophilia», который продолжался по всему миру в течение двух лет.
В июне 2011 был издан первый сингл «Crystalline». Эта песня была написана с использованием одного из нескольких инструментов, спроектированных и построенных специально для проекта, «гамлесты» — помеси челесты и гамелана. Центральная часть «Biophilia» была сосредоточена на серии интерактивных приложений для iPad, созданных ведущими программистами и дизайнерами: одно приложение для каждой из 10 песен в новом альбоме. Второй сингл «Cosmogony», служащий основной темой для остальных приложений, был выпущен 19 июля 2011 года, затем последовали «Virus» и «Moon». Полный альбом и приложения были выпущены 10 октября 2011 года.
Обучающая программа «Biophilia» — это ещё один слой многогранного интерактивного альбома, состоящая из серии воркшопов для школьников 10-12 лет, которые могут исследовать взаимосвязь музыки и науки, используя приложение Бьорк в качестве отправной точки. Городской совет по образованию Рейкьявика решил ввести программу официально во всех школах города на ближайшие несколько лет.
В июле 2013 года на канале Channel 4 вышло документальное видео о совместном проекте с сэром Дэвидом Аттенборо под названием «Когда Бьорк встретила Аттенборо». По большей части это диалоги двух умов на тему отношений человека с природой и музыкой, фокусирующихся вокруг «Biophilia». В проекте также участие принял учёный Оливер Сакс. В июле 2014 года американская группа Death Grips выпустила первую часть нового альбома «The Powers That B» под названием «Niggas on the Moon». Все 8 треков оттуда были записаны с использованием семплов голоса Бьорк, она подтвердила это на своей странице в Facebook.
Позднее, в 2014 году, альбом был включён в постоянную коллекцию нью-йоркского музея современного искусства МоМА, а концертный фильм Björk: Biophilia Live был показан в кинотеатрах по всему миру. Примечательно то, что организацией показа фильма мог заняться любой желающий, заполнив специальную заявку на сайте певицы, таким образом был организован просмотр во многих городах России.

### Vulnicura(2015—2016)
Вплоть до 2013 года Бьорк работала над альбомом в одиночку. В своей заметке на Facebook она призналась что спустя год после написания песен она осознала, что делает «полный горя альбом» с «эмоциональной хронологией». Хоть певица сначала и волновалась, переживая, что эта черта может показаться потаканием собственным слабостям, в конечном счёте она «почувствовала, что это может сделать его [альбом] более доступным для всех». Бьорк добавила: «И, надеюсь, эти песни могут стать помощью, костылём для других и наглядным доказательством биологического процесса как такового: рана и исцеление раны. Психологически и физически на этот процесс уходит определённое время».

### Utopia(2017)
24 ноября 2017 года вышел девятый по счёту студийный альбом — «Utopia», выпущенный лейблом One Little Indian Records.
Бьорк начала работать над «Utopia» почти сразу после выпуска «Vulnicura» в 2015 году. Первые новости об этом альбоме появились ещё в феврале 2016 года, во время вступительной речи Бьорк на церемонии BRIT Awards 2016, где она одержала победу в номинации «Международная исполнительница года».
Первый сингл «The Gate» был анонсирован 12 сентября и вышел неожиданно, в полночь 15 сентября. В тот же день, в ходе интервью Nowness, Бьорк объявила название альбома — «Utopia», заявив, что у неё «тысячи предложений с названиями», и она «не смогла придумать ничего лучше», но название ещё может измениться.
В ноябре 2017 было объявлено, что помимо традиционных методов (PayPal, кредитные/дебетовые карты), новый альбом Бьорк можно приобрести за криптовалюту.
14 ноября 2017 вышел второй сингл с «Utopia», «Blissing Me». Видео на композицию было выпущено на следующий день, снимали его режиссёры Тим Уокер и Эмма Дальцелл.

### Fossora(2022)
30 сентября 2022 года вышел десятый
по счёту студийный альбом — «Fossora», выпущенный лейблом One Little Independent Records.

## Бьорк в кино
В 1986 году, в 21-летнем возрасте, снялась в фильме по мотивам сказки братьев Гримм режиссёра Нички Кин «Можжевеловое дерево» (The Juniper Tree); фильм вышел на экраны в 1990 году. Снялась в телесериале «Разбитое стекло» (Glerbrot, 1988) режиссёра Кристин Йоуханнесдоуттир по сценарию Маттиаса Йоханнессена.
В 2000 году вышел фильм Ларса фон Триера «Танцующая в темноте», в котором Бьорк сыграла главную роль и к которому написала музыку (саундтрек выпущен под названием Selmasongs). Фильм был номинирован на Оскар за лучшую песню — «I’ve Seen It All», а также удостоился главного приза Каннского кинофестиваля — «Золотой пальмовой ветви», а Бьорк получила приз фестиваля как лучшая актриса. Также она была номинирована на два «Золотых глобуса» и получила несколько других наград как актриса и композитор.
В 2005 году Бьорк сыграла главную роль в фильме своего бывшего мужа и художника Мэтью Барни под названием «Drawing Restraint 9». Специально для этой ленты Бьорк написала 11 треков, которые были изданы отдельным альбомом.
В 2022 году вышел художественный исторический фильм американского режиссёра Роберта Эггерса «Варяг», где певица исполнила роль прорицательницы.

## Личная жизнь
У Бьорк двое детей — дочь Исадора (Ísadóra, 2002, отец — Мэттью Барни) и сын Синдри (Sindri Eldon Þórsson, 1986, отец — Тор Элдон, бывший участник The Sugarcubes).
Бьорк неоднократно жаловалась на папарацци. В 1996 году она напала на журналистку в таиландском аэропорту, восприняв её действия как провокацию по отношению к своему сыну. В том же 1996 году психически неуравновешенный американский фанат латиноамериканского происхождения по имени Рикардо Лопес (Ricardo Lopez) заснял процесс изготовления бомбы для Бьорк, которую выслал ей по почте. В конце получившегося 20-часового видео он застрелился перед камерой. Жизнь Бьорк была спасена благодаря своевременной реакции полиции, которой удалось найти и обезвредить посылку до того, как она была доставлена певице. Именно под влиянием этого инцидента Бьорк записала и выпустила в 1997 году поворотный в её творчестве альбом — «Homogenic».

## Дискография
- Björk (1977)
- Debut (1993)
- Post (1995)
- Homogenic (1997)
- Vespertine (2001)
- Medúlla (2004)
- Drawing Restraint 9 (2005)
- Volta (2007)
- Biophilia (2011)
- Vulnicura (2015)
- Utopia (2017)
- Fossora (2022)

## Фильмография, включая камео
- 1987 — «Разбитое стекло» («Glerbrot»); роль: Мария (Maria)
- 1990 — «Можжевеловое дерево» (англ. The Juniper Tree); главная роль: Маргит (Margit)
- 1994 — «Высокая мода» (фр. «Prêt-à-Porter»); с участием Бьорк в качестве модели
- 2000 — «Танцующая в темноте»; главная роль: Сельма Жескова
- 2005 — «Drawing Restraint 9»
- 2022 — «Варяг»; второстепенная роль: прорицательница